# Carl Ottosen (läkare)
Jacob Carl Ottosen, född 26 juli 1864, död 12 maj 1942, var en dansk läkare.
Ottosen var från 1900 överläkare och chef för Skodsborgs badsanatorium, en anstalt som inte minst på grund av Ottosens personliga insats fick ett stort anseende. Han var en ivrig förkämpe för en sund, hygienisk livsstil och utgav ett flertal skrifter i allmän hälsovård. I svensk översättning utgavs Vägen till hälsa (1919, flera senare upplagor).

## Utmärkelser
- Riddare av Dannebrogorden,  1927[2]

[Redigera Wikidata]